# 저먼윙스 9525편 추락 사고
저먼윙스 9525편 추락 사고는 2015년 3월 24일 142명의 승객과 6명의 승무원을 태우고 바르셀로나를 출발하여 뒤셀도르프로 운항할 예정이었던 저먼윙스 9525편이 니스에서 북쪽으로 100km 떨어진 프랑스 알프스의 디뉴레뱅의 프라조트블레온에서 추락한 사고이다.

## 추락

비행 경로

9525편은 CET 10시 01분에 바르셀로나 엘프라트 공항 활주로 07R을 출발하여 CET 11시 39분에 뒤셀도르프 국제공항에 도착할 예정이었다.
프랑스 항공 당국 DGAC는 비행기의 하강과 무선 연락의 두절 후 조난당했음을 선언했다. 비행기는 순항 속도인 430 kn(800 km/h, 490 mph)와 순항 고도인 비행 고도 380(38,000 ft, 12,000m)에 도달하였다. 3분 뒤에 20초 동안 속도가 증가하여 515 kn(954 km/h, 593 mph)가 되었다.

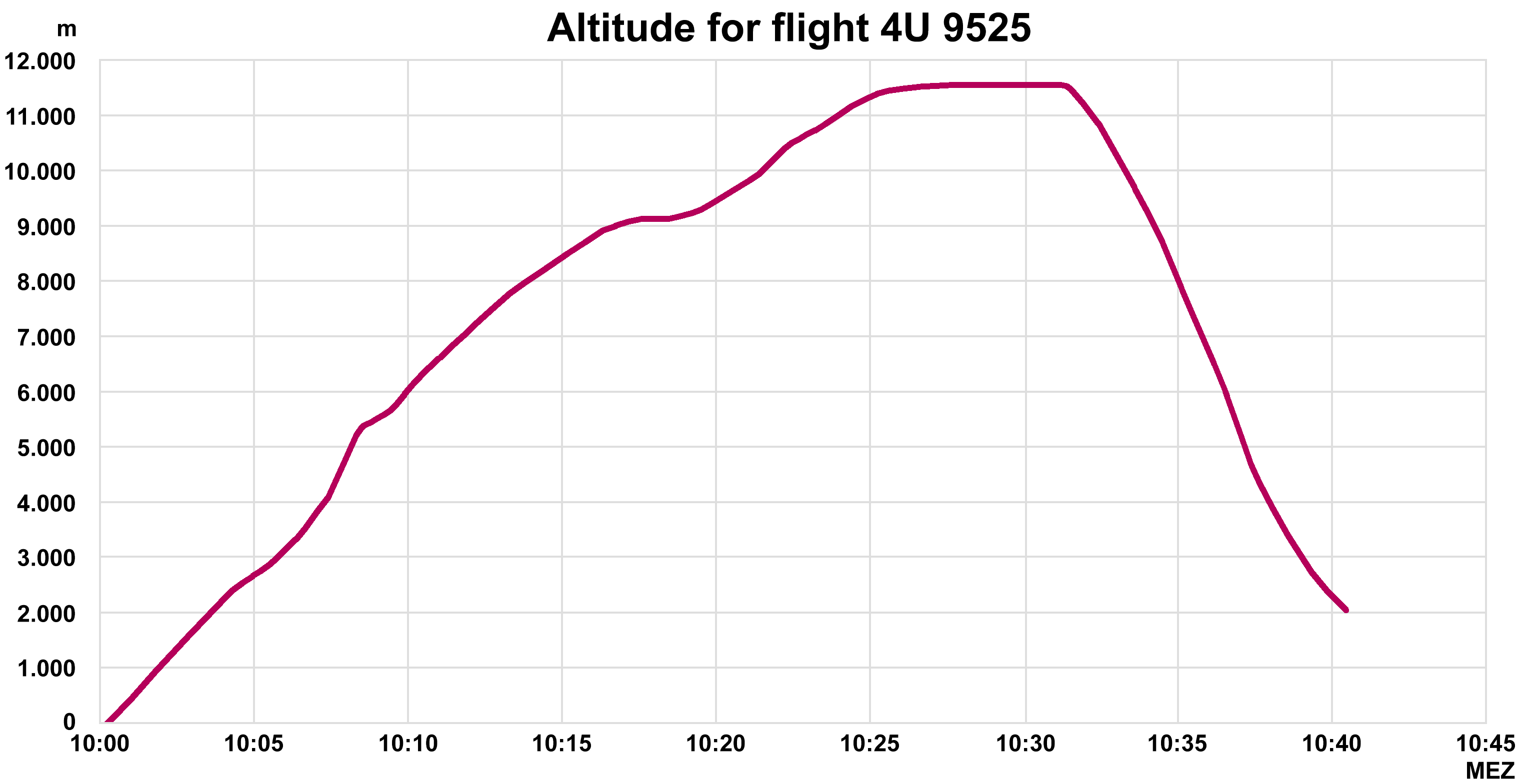
고도 그래프 (m)

BEA에 따르면 10:30 CET에 조종사는 항공 교통 관제의 지시를 확인했다. 10:31.02 CET에 툴롱 근처의 프랑스의 해변가를 건넌 비행기는 경미한 궤도 수정을 하였고, 할당된 순항 고도를 벗어나 승인없이 빠른 속도로 수직 하강하였다. 레이다로 관찰한 평균 하강 속도는 17.8m/s(분당 3,500 ft)였다. 프랑스 항공 교통 관제는 할당된 무선 주파수 링크로 비행기와 통신을 시도했으나 응답이 없었다. 비행기를 막기 위해 다소 미라주 2000이 오라주-카리타트(프랑스어: Orange-Caritat) 공항 기지에서 긴급 이륙하였다. 하강의 이유는 알려지지 않았다. 비행기는 하강이 끝날 때 쯤에 속도가 줄기 시작하여 480kn에서 378 kn로(889km/h에서 700 km/h; 552mph에서 435 mph) 감소하였다. 38,000ft에서부터 10분간 계속된 하강은 걱정스러운 것이였으나, 여전히 완만한 변화였기 때문에(분당 2500-5000ft로 달라짐) 쌍발 엔진 에어버스 320이 비행 중에 치명적인 피해를 입지 않음을 나타내기에 충분했다. 비행기는 니스에서 북서쪽으로 100km 떨어진 프라조트블레온의 외진 코뮌에서 추락하였다. 레이다로의 통신은 10:47에 두절됐으며 그 시간에 비행기는 고도 6,175ft(1,882m)로 날고 있었다.
이 사고는 1981년 180명이 사망한 이넥스 아드리아 아비오프로메트 1308편 추락 사고 이후로 프랑스에서 가장 많은 사람이 사망한 항공 사고이다. 그리고 2000년 파리 근처에서의 에어프랑스 4590편 추락 사고 이후로 첫 민항기의 사고 사례이며 루프트한자 소속 항공기 순항 중에 일어난 첫 사고이다.

### 추락 원인
프랑스 검사, 프랑스와 독일 당국, 저먼윙스의 대변인 모두 이 사고가 고의적이었다고 말했다. 하강하는 동안 항공 교통 관제의 물음에 아무런 답이 없었고 어떤 조난 신호도 전송하지 않았다. 마르세유의 검사 브리스 로뱅(Brice Robin)은 여러 번의 마르세유 항공 교통 관제로부터의 연락은 조종석 녹음 장치에서 잘 들렸다고 말했다. 블랙박스에서 분석된 내용에 따라 부기장의 우울증에 따른 자살비행 가능성이 제기되고 있다. 루프트한자의 CEO 카르스텐 슈포어에 따르면, 기장이 화장실에 가기 위해 선실을 벗어났고 조종석 문을 열기 위해 코드를 입력했지만 안에 있던 부기장은 조종석 제어 장치로부터의 접근을 차단했다. 이에 밖의 기장은 문을 쳤지만 안의 부기장으로부터 어떤 대답도 들을 수 없었다. 로이터는 독일 항공법이 비행기가 순항 중일 때 조종사가 조종석을 떠나는 것을 허용하기 때문이라고 보도했다. 증거들이 자동 조정 장치가 갑자기 순항 고도에서 자동 조정 장치의 가장 낮은 설정인 30 m(100 ft)로 바뀌었음을 보여주었다.

### 추락 현장

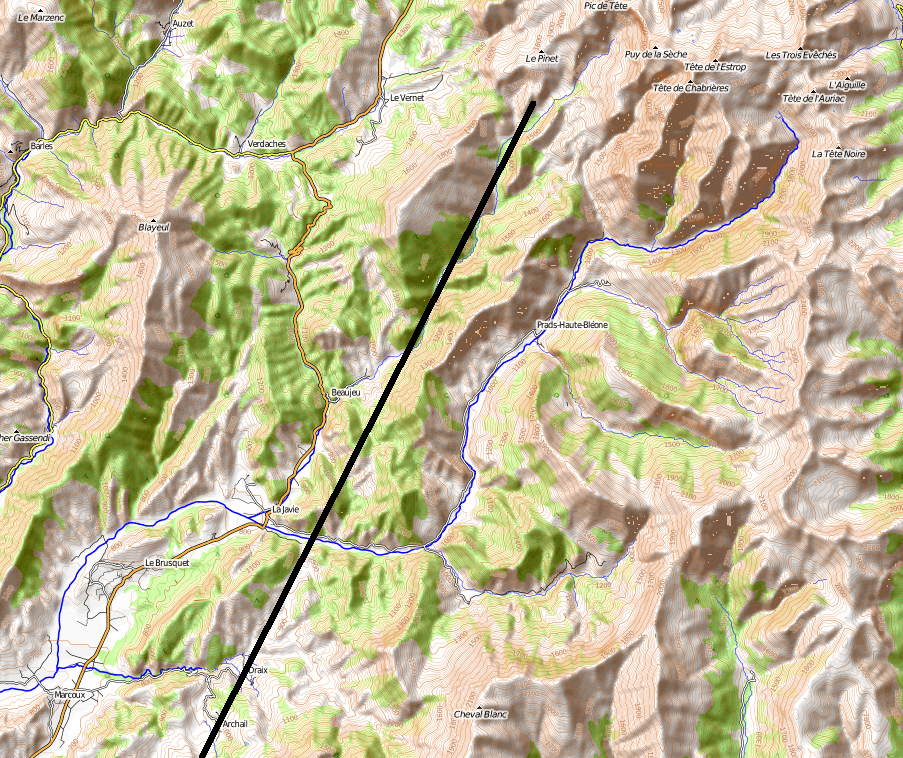
저먼윙스 9525편의 경로와 사고 현장의 지형도

추락 현장은 마지프 데 트루아즈제베셰 (프랑스어: Massif des Trois-Évêchés) 내에 있으며, 1953년 에어프랑스 178편 추락 사고가 일어난 시메 산(프랑스어: Mount Cimet) 가까이에 있다.
경찰과 민방위가 잔해의 정확한 위치를 찾기 위해 헬리콥터를 보냈다. 비행기가 산산조각이 났다는 보도와 함께 사고 현장에서의 사진이 공개되었고 가장 큰 잔해는 "자동차 크기 만하다"고 보도되었다. 충돌 현장 근처에 착륙한 헬리콥터가 생존자가 없음을 확인했다고 한다. 탐색 구조 팀이 잔해가 2 km2내에 퍼져있다고 보고하였다. 비행기는 하강하는 동안 원래 방향에서 벗어나지 않은 것으로 보인다.
DGCA는 충돌 현장 주변을 일시적으로 비행 금지 구역으로 지정되었다. The prohibited area was first set on 24 March at 11:47 GMT (12:47 CET); a circle of 3 해리 (5.6 km) radius centred at 북위 44° 16′ 50″ 동경 6° 26′ 25″ / 북위 44.28056°  동경 6.44028°  from FL000 up to FL140. 금지 구역은 3월 24일 11:47 CET에 지정되었으며, 중심이 북위 44° 16′ 50″ 동경 6° 26′ 25″ / 북위 44.28056°  동경 6.44028° 이고 반지름이 5.6km(3해리)인 원을 밑면으로 한 비행 고도 000에서 140까지의 원기둥이다. 국영 비행기나 구조 작업용 비행기를 제외하고 어떤 경우에도 영공에 진입하는 것이 금지되었다. 구조 작업은 구조 인력의 안전 보장을 이유로 프랑스 당국이 오늘밤까지 연기하였다.

## 기체
9525편은 1990년 11월 29일에 제작된 24년을 사용한 일련번호 147인 A320-211(등록번호 D-AIPX) 항공기로, 루프트한자에 1991년 2월에 인도되었다. 이 항공기는 2003년 저먼윙스로 양도되었다가 2004년 다시 루프트한자로 돌아왔으며, 그 후 2014년 1월 저먼윙스에서 다시 사용하기 위해 재양도되었다. 이 항공기는 46,700번의 비행을 통해 58,300 시간을 비행하였다. 본래 이 항공기의 설계 서비스 목표(DGS: Design Service Goal)는 60,000 비행 시간이나 48,000번의 비행이었다. 2012년에 DSG에 도달하기 전에 요청된 서비스와 점검 일괄이 제공되어 연장 서비스 목표(ESG1: Extended Service Goal)가 승인되면서 120,000 비행 시간이나 60,000번의 비행으로 연장되었다.

## 승객과 승무원
| 국적                       | 탑승 인원 수 |
| -------------------------- | ------------ |
| 독일                       | 70           |
| 스페인                     | 51           |
| 아르헨티나                 | 3            |
| 카자흐스탄                 | 3            |
| 영국                       | 3            |
| 미국                       | 3            |
| 오스트레일리아             | 2            |
| 콜롬비아                   | 2            |
| 이란                       | 2            |
| 일본                       | 2            |
| 멕시코                     | 2            |
| 모로코                     | 2            |
| 베네수엘라                 | 2            |
| 벨기에                     | 1            |
| 칠레                       | 1            |
| 덴마크                     | 1            |
| 이스라엘                   | 1            |
| 네덜란드                   | 1            |
| 튀르키예                   | 1            |
| 희생자 수                  | 150          |
| 이중 국적을 가진 희생자 수 | 5            |

144명의 승객과 6명의 승무원이 탔으며 대부분이 독일인과 스페인이였으나, 총 18개국의 사람들이 희생되었다. 이중 국적 때문에 집계 중에 혼란이 온 것으로 보인다.

### 승무원
독일 언론들은 조종사의 신원을 "파트리크 존덴하이머"(독일어: Patrick Sondenheimer)라고 밝혔다. 저먼윙스는 조종사가 저먼윙스와 루프트한자, 콘도르에서 A320 시리즈로 비행한 10년 경력의(6,000 비행 시간) 조종사라고 밝혔다.
부기장의 이름은 27세의 안드레아스 루비츠(독일어: Andreas Lubitz)로 밝혀졌다. 루프트한자는 루비츠가 2009년에 조종사 훈련을 쉬었다고 했다. 루비츠의 지인에 따르면 탈진 증후군과 우울증을 앓아왔다고 한다. 그는 사고 전까지 630 시간의 비행 경력을 가지고 있었다.

### 승객
이 중에는 바르셀로나에 있는 이나르스 델 베예스의 지올라 연구소의 교환 학생으로 있었다가 집으로 가게 된 노르트라인베스트팔렌주 할테른의 요제프-쾨니흐 김나지움의 16명의 학생과 교사들이 포함되었다. 할테른의 시장 보도 클림펠은 이 사고에 대해 "우리 시의 역사에서 가장 어두운 날"이라고 말했다.
도이체 오퍼 암 라인은 베이스 바리톤 올렉 바리자크와 콘트랄토 마리아 라드너가 탑승했음을 확인하였다. 또한 승객 중에 3월 31일 스웨덴과의 국가대표팀 축구 경기를 취재하기 위해 스톡홀름으로 가던 이란 기자 밀라드 호자톨레슬라미와 호세인 자바디도 있었다. 스웨덴의 축구팀 달쿠르트 FF가 이 항공편을 예약했으나 마지막에 바꿨다고 한다.

## 조사
독일 항공사고조사부(BFU)와 프랑스 항공사고조사위원회(BEA)가 미국연방수사국(FBI)의 도움을 받으며 수사를 시작했다. 3월 24일 사고 수 시간 후 BEA는 사고 현장에 에어버스와 CFM 인터네셔널의 대표와 함께 7명의 수사관을 보냈다. 조종실 음성 기록 장치(CVR)가 손상된 상태로 발견되어 조사가 진행되었다. 브리스 로뱅 프랑스 마르세유 검사는 비행기록장치 또한 손상된 상태로 발견되었다고 보고했다. 조사팀은 사건현장에서 피해자 가족과 비교할 150개의 DNA 샘플을 채취했다.

### 사고 원인
프랑스와 독일 검찰은 사고가 부조종사 안드레아스 루비츠에 의해 고의적으로 일어났다고 밝혔다. 루비츠는 비행 초반에는 기장 패트릭 손덴하이머를 평소와 같이 대했으나, 사고기가 순항고도에 오르고 착륙계획을 설명하자 '그러기를요'(hopefully: ojalá), '두고봐야죠'(We'll see: Vamos a ver.)라며 불길하게 답하는 퉁명스러운 태도를 보였다. 손덴하이머 기장이 화장실에서 돌아와 조종실에 들어가려 하자 문이 잠겨있었다. 기장은 문을 여는 비밀번호를 알고 있었으나 잠금장치의 제어판은 조종실에서 비활성화할 수 있었다. 인터컴을 통해 루비츠에게 연락하고 문을 거세게 두드리며 부수려 했으나 루비츠는 대꾸조차 하지 않았다. 루비츠는 항공 교통 관제의 질문에 응답하지도 않고 구조 요청 또한 보내지 않았다. CVR에서는 기장이 문을 부수려 하는 소리, 루비츠의 침착한 숨소리와 사고 직전 승객들의 비명소리가 검출되었다.
BEA는 초동수사에서 루비츠가 고의적으로 사고를 일으켰다고 결론지었다. 루비츠는 자동항법화장치의 고도를 30미터로 재설정했고 하강 속도를 수차례 가속했다. 기체는 추락 당시 시속 700킬로미터로 비행하고 있었다. 사고 6주 후 발표된 BEA 초기보고서에서 루비츠가 이전 비행인 뒤셀도르프에서 바르셀로나로 향하는 9524편에서 기장이 조종실에서 나가 있을 때 자동항법장치의 고도를 30미터로 낮추는 연습을 했다고 밝혔다.

### 연관 사고
- 이집트 항공 990편

## 반응

### 정치권
프랑수아 올랑드 프랑스 대통령은 성명을 통해 '사고의 상태는 명확하지 않지만 생존자가 없다고 생각하게끔 한다.'고 밝혔다. 그는 사고를 비극이라고 했으며 연대를 요구하였다. 올랑드는 독일의 앙겔라 메르켈 총리와 짧은 얘기를 나누었다고 한다.
사고 당시 파리를 공식 방문 중인 펠리페 6세 스페인 국왕은 공식 방문을 중단하고 스페인으로 돌아왔다고 발표했다. 그는 "올랑드 대통령과 마리아노 라호이 총리 간의 대화에 따라 프랑스 공식 방문을 연기했으며 차후에 하겠다"라고 밝혔다.
앙겔라 메르켈 독일 총리는 노르트라인베스트팔렌주 총리 하넬로레 크라프트와 함께 수요일에 사고 현장을 찾아가겠다고 밝혔다. 외무부 장관 프랑크발터 슈타인마이어는 3월 24일에 사고 현장으로 갔으며 "참흑한 상황"이라고 말했다.
메르켈과 프랑스 발스 총리, 스페인 마리아노 라호이 총리가 3월 25일 센에 있는 회수 작전 기지를 방문하였다.

### 정부
외무부는 연방정부 대책위원회를 즉각 소집했으며, 위원회는 슈타인마이어 장관의 지휘 하에 3월 24일 12시 45분에 첫 대책회의를 가졌다. 위원회는 외무부를 비롯해서 연방교통부, 독일항공청, 연방범죄수사청, 루프트한자 항공안전부장으로 구성되어 있으며, 파리 주재 대사관과 마르세유와 바르셀로나 주재 영사관들도 포함되어 있다.
사건의 진상규명 이외에 독일 정부는 유가족들에 대한 위로를 최우선 순위에 두고 정신치료사 60여 명을 동원했다. 특히 사고 현장의 유가족들과 할테른 암제에 정신치료사들을 집중 배치했다.

### 항공사
저먼윙스는 조종사 노조가 그들의 동료를 잃은 데에 따른 큰 슬픔 때문에 3월 24~25일 사이의 항공편을 취소시켰다.
루프트한자의 최고 책임자 카르스텐 슈포어는 사고 현장을 방문할 계획이며, 사고가 일어난 날을 '루프트한자의 60년 역사에 있어서 어두운 날'이라고 말했다.
사고 후 곧바로 저먼윙스는 홈페이지와 소셜 미디어를 그레이스케일의 이미지로 바꿨다. 루프트한자와 스위스 국제항공, 오스트리아 항공도 똑같이 하였다.
3월 25일 저먼윙스는 비행기 번호 4U9525를 퇴역시키고 4U9441로 변경하겠다고 밝혔다. 뒤셀도르프에서 바르셀로나로 가는 항공편도 4U9524에서 4U9440로 바뀌었다. 이후 뒤셀도르프에서 바르셀로나로 가는 항공편의 비행기 번호는 바뀌지 않았다.

사고에 따라 많은 항공사들이 안전상의 이유로 적어도 둘 이상의 사람이 항상 조종석에 남아있을 것을 요청할 것이라고 말했다.

### 보상
루프트한자사는 저먼윙스 사고가 난 즉시 초기 배상금으로 희생자당 50,000달러를 지급했고 2015년 7월에는 독일인 희생자의 가족에게 27,000달러를 지급하며 희생자의 직계가족에게는 10,000유로를 더 지불하는 것을 제안했다.

1999 몬트리올 협약은 국제적인 항공 사고에서의 항공사의 법적 책임과 배상에 대한 기준을 명시하고 있는데, 저먼윙스 9525 사고의 경우 이 협약이 적용된다. 협약에 따르면 법적책임과 관계없이 사고사에 있어서 항공사는 희생자당 최고 156,000달러까지 지급하여야하며 항공사에 책임이 있다고 밝혀질 경우 그 이상까지 지불해야한다. 그러나 최종 지불금은 피해자의 국적, 나이, 직업상황에 따라 달라질 수 있고, 각 국가의 법적시스템에 의해 결정된다. 가장 많은 희생자가 발생한 독일의 경우, 법 시스템에서 소송을 꺼려하고 생명을 잃는 것에 가치를 매길 때 특히 더 엄중하게 판단하기 때문에 독일의 희생자들은 다른 국가의 희생자보다 적은 보상금을 받게 된다. 또한 법원에서는 희생자의 소득, 연령에 따라 배상금을 지급하기 때문에, 예를 들어 소득이 없고 싱글인 독일의 고등학생 사망자의 경우 가장 적은 보상금을 받게 된다.
그러나 독일인 희생자 가족은 이러한 보상법에 따른 보상에 반대하여 고통에 대한 보상이 너무 낮게 측정되었다며 보상금을 거부하기도 하였고 150명의 희생자 가족들이 변호사를 내세워 2015년 9월 미국에서 소송을 제기하기로 결정했다. 미국 보상법에 따르면 그들은 독일에서 제공하는 보상보다 10배 더 많은 보상을 받을 수 있다.
유가족 대표 고소인단은 美항공학교(Airline Training Center in Arizona, TCA)를 대상으로 지난 4월 美 Phoenix 지방법원에 고소장을 제출하였다. 가해자에 대한 엄격한 검사 없이 비행훈련이 이루어졌기 때문이다. 이 문제에 대하여 독일 변호사 Elmar Giemulla는 “루프트한자는 그들의 장비뿐만 아니라 스태프에 대한 점검도 했어야 했다. 그들은 태만했다.”고 말했으며,고소인단은 이를 통해 더 큰 보상액을 기대하고 있다.

저먼윙스 9525편 추락사고 이후 여러 가지 항공법이 개편 되었다.먼저 조종석에 최소한 2명 이상이 있어야 하는 법이 생겼다. 911테러로 인해 외부에서 조종석으로는 들어오지 못하게 되어 있었으나 이로 인해 이런 사건이 일어나자 애초에 조종석 안에는 혼자 있지 못하게 한 것이다. 이러한 조종석 2인 법은 미국에서 이미 시행되고 있는 법이지만 저먼윙스측 에서는 이 사건 이후 새롭게 도입을 하였다. 그리고 이 조항은 독일을 넘어서 세계 각국에서 시행되고 있다. 이러한 규제뿐만 아니라 이번 사건의 근본적인 원인은 조종사의 정신적인 문제인 것을 감안하여,독일 정부는 임의로 조종사들이 알코올이나 약물 섭취 여부를 확인하는 제도를 강화하였다. 또한 정신건강 평가와 검진기록을 확인하는 방안도 도입하였고 조종사의 손에 수십, 또는 수백명의 사람들의 목숨이 달린 만큼 그들의 행동이 갖는 영향력을 감안하여 조종사에 대한 더욱 엄격한 기준이 제시되었다.이후 EU에서도 비슷한 제도를 도입하여 같은 비극을 되풀이 하지 않으려 하고 있다. 즉 저먼윙스 9525편 추락사고는 독일 내부에서 뿐만 아니라 전세계적으로 항공법에 대한 경각심을 일깨워주는 사건이 되었다.

## 같이 보기
- 자살비행